# نجم الدين كريم
نجم الدين كريم سياسي كردي عراقي ، كان محافظ كركوك للفترة من 3 أبريل 2011 إلى 14 سبتمبر 2017 ، وهو عضو في المكتب السياسي للاتحاد الوطني الكردستاني.

## النشأة والتعليم
ولد في كركوك عام 1949 وأكمل دراسته بها وتخرج من كلية الطب بالموصل عام 1972، ثم سافر إلى الولايات المتحدة الأمريكية وأكمل الدراسات العليا بجامعة جورج واشنطن ونال البورد في جراحة الجملة العصبية وعمل أستاذاً بنفس الجامعة، ومن ثم عمل كطبيب في مستشفى كركوك، وقد عاش في واشنطن وولاية ميرالاند وهو متزوج وله ثلاثة أولاد وبنت.

## الحياة السياسية
أنتخب لقيادة اتحاد طلبة كردستان العراق، وانضم إلى قوات البيشمركة عام 1972 وأسس المؤتمر القومي الكردي في شمال أمريكا عام 1988 وأصبح رئيسا له حتى عام 1999.
في عام 1991 شارك في أول اجتماع رسمي بين الطرف الكردي ووزارة الخارجية الأمريكية، كما كان له دور في تأسيس القسم الكردي في إذاعة صوت أمريكا، وقد أسس المعهد الكردي عام 1996 في واشنطن وترأسه حتى وفاته.
في 14 سبتمبر 2017 صوَّت البرلمان العراقي على إقالة كريم من منصبه.

## وفاته
أصيب يوم 27 أكتوبر 2020 بجلطة دماغية حادة نقل على أثرها إلى واشنطن و توفي يوم 31 أكتوبر 2020.